# If I Rise
If I Rise ist ein für den Film 127 Hours aus dem Jahr 2010 von A. R. Rahman komponiertes Lied mit Text von Dido. Dido und Rahman singen das Lied. Es wurde 2011 für den Oscar als Bester Filmsong nominiert und bei den Critics’ Choice Movie Awards als Bestes Lied ausgezeichnet.

## Veröffentlichung
Das Lied wird im Film während des Höhepunktes gespielt.
Das Lied war auf dem 2010 veröffentlichten Soundtrack zu 127 Hours enthalten. Die Single wurde 2011 bei Fox Searchlight Pictures als CD zu Promotionszwecken veröffentlicht. Ansonsten wurde das Lied digital zum downloaden veröffentlicht. 
Dido nahm If I Rise in ihr 2013 veröffentlichtes Album Greatest Hits als 17. Stück auf.

## Rezeption
Nekesa Mumbi Moody bemerkte, dass Dido zwar verständliche Wendungen singe, das Lied aber mit Lauten auffülle. Dido selbst habe hierzu gesagt, dass das Lied die beruhigende Wirkung eines Schlafliedes haben solle. Sie habe beim Singen die Augen geschlossen und sich die Gefühle des Darstellers in der Situation vorgestellt. Daniel Schweiger urteilt, dass das Lied einen delikat berührenden Optimismus vermittele, dass das Leben weitergehe.